# Poecilochaetus spinulosus
Poecilochaetus spinulosus är en ringmaskart som beskrevs av Mackie 1990. Poecilochaetus spinulosus ingår i släktet Poecilochaetus och familjen Poecilochaetidae. Inga underarter finns listade i Catalogue of Life.